# بوليكورت
بوليكورت (بالفرنسية: Bullecourt)‏ هي بلدية تقع في إقليم باد كاليه من منطقة نور با دو كاليه في شمال فرنسا. تبلغ مساحة هذه المدينة 6.43 (كم²)، وترتفع عن سطح البحر 92 م، يبلغ عدد سكانها 243 نسمة حسب إحصاء المعهد الوطني للإحصاء والدراسات الاقتصادية سنة 2009 م. وترأس Jules Laude البلدية خلال فترة (2001-2008).